# Provincetown (Massachusetts)
Provincetown – miasto w Stanach Zjednoczonych, w stanie Massachusetts, w hrabstwie Barnstable, na półwyspie Cape Cod. Według spisu ludności z 2020 roku miasto miało 3664 mieszkańców.